# Trirhithrum torina
Trirhithrum torina är en tvåvingeart som beskrevs av Erich Martin Hering 1954. Trirhithrum torina ingår i släktet Trirhithrum och familjen borrflugor.
Artens utbredningsområde är Tanzania. Inga underarter finns listade i Catalogue of Life.